# Liste der griechischen Fernsehkanäle
Die Liste der griechischen Fernsehkanäle gibt einen unvollständigen Überblick über die griechische Medienlandschaft und die Sendegebiete der dortigen TV-Sender geben.

## Landesweite Sender
ERT
- NERIT geschlossen am 10. Juni 2015
- N 1 geschlossen am 10. Juni 2015
- N 2 geschlossen am 10. Juni 2015
- N Sports geschlossen am 10. Juni 2015
- N HD geschlossen am 10. Juni 2015
- ERT 1
- ERT 2
- ERT 3
- ERT News
- ERT SPORTS HD
- ERT WORLD
- ERTPLAY 1
- ERTPLAY 2
- ERTPLAY 3
- Cine+ geschlossen am 10. Juni 2015
- Sport+ geschlossen am 10. Juni 2015
- Prisma+ geschlossen am 10. Juni 2015

Private Sender
- ANT1
- OPEN TV
- Alpha TV
- Star Channel
- MEGA TV (seit dem 17. Februar 2020 wieder geöffnet)
- Makedonia TV
- Skai TV
- 902 TV
- Teleasty
- Vouli

Pay-TV
- Nova Plattform
- ConnX Plattform
- Disney
- Nickelodeon
- COSMOTE TV Plattform

## Regionale Sender
- Art TV
- Rage TV
- Telekerkyra
- Corfuchannel
- Cosmo TV (Ioannina)
- Ipiros TV (ioannina)
- Thessalia TV
- Flash TV
- Diktyo 1
- West Channel
- Center TV hellas
- Ena Channel
- Star TV Dramas
- Star Channel central greece
- Dramino Kanali
- Drama TV
- TVS serres
- Diktyo Serron
- TV Chalkidiki
- Super TV
- Ermis TV
- Dion TV
- Olympos TV
- Pella TV
- Top TV (kozani)
- City Vision (kozani)
- Power TV (Ptolemaida)
- TRM (Grevena)
- Kanali 28 (Grevena)
- Kanali 6 (Xanthi)
- Xanthi Channel
- Egnatia TV (Xanthi)
- Delta TV (Evros)
- Alfa TV (Evros)
- ERTA (Evros)
- Cosmos TV (Evros)
- Orestiada TV (Orestiada)
- ONE TV (Rodopi)
- TV RODOPI
- TRT (Thesalia)
- Top channel (Thesalia)
- TV 10 (Trikala)
- Astra TV (Magnisia)
- Dimotiki Tileorasi (Magnisia)
- Kanali 13 (Magnisia)
- Market TV (Magnisia)
- Magnisia TV
- Zeus TV
- IN TV (Ioannina)
- TOP Channel (Ioannina)
- TV A (Thesprotia)
- Preveza TV
- ENA TV (Fthiotida)
- Space TV (Evia)
- Acheloos TV (Aitoloakarnania)
- TDE (Aitoloakarnania)
- Lepanto TV (Aitoloakarnania)
- Epsilon Tileorasi (Viotia)
- Super B (Achaia)
- Teletime (Achaia)
- Patra TV (Achaia)
- Lychnos TV (Achaia)
- Studio Patra (Achaia)
- Aksion TV (Achaia)
- DR TV (Argolida)
- MAX TV (Argolida)
- TOP TV Korinthou
- RTP Kentro (Korinthos)
- Ilektra TV (Korinthos)
- Best Channel (Mesinia)
- Mesogeios TV (Mesinia)
- NET TV (Mesinia)
- Star TV (Mesinia)
- Ellada TV (Lakonia)
- Arkadiki TV (Arkadia)
- CosmosTV (Arkadia)
- AG TV (Arkadia)
- K-TV (Kythira)
- Ionian Channel (Korfu)
- Lefkatas TV (Lefkada)
- TV Lesbos
- TV Mytilini
- TV A Mytilini
- Alfa TV Limnos
- TV Limnos
- Alitheia TV (Chios)
- Chios TV
- Patrida TV (Chios)
- TV Samos
- TV 7 Samos
- Dirasko TV (Kos)
- Kos TV
- Ena TV (Kos)
- TV7 (Rhodos)
- Kanali 4 (Rhodos)
- Rhodos TV
- Rhodos Cosmos
- Tharri TV (Rhodos)
- Omega TV Rhodos
- Rhodos Channel
- Irida TV (Rhodos)
- TV Aigaio (Kalimnos)
- TV Leros
- TV 12 (Leros)
- TV Patmos
- Syros TV 1
- Archipelagos TV (Syros)
- Creta Channel (Irakleio)
- Kriti TV (Irakleio)
- 4U (Irakleio)
- Cartoon TV (Irakleio)
- Knossos TV (Irakleio)
- Kydon TV (Chania)
- NEA TV (Chania)
- Kriti TV 1 (Chania)
- Kissamos TV (Chania)
- Vai TV (Lasithi)
- Lato TV (Lasithi)
- TV Rethymno (Rethymno)
- Telekriti (Rethymno)
- MyTV (Rethymno)
- Ziteia TV (Rethymno)
- Delta TV (Evros)
- Igoumenitsa Channel 54 (Igoumenitsa)